# Compañía de red de transporte

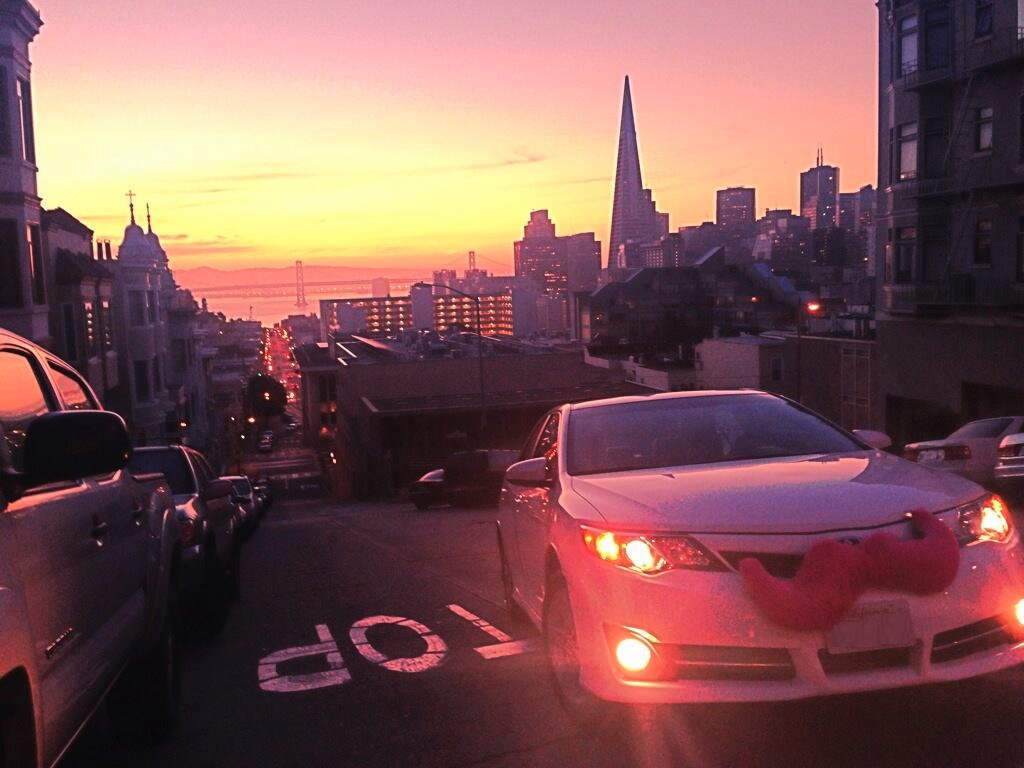
Lyft, un alquiler privado de TNC.

Una compañía de red de transporte (también conocida como empresa de viajes compartidos, servicio de viajes compartidos; los vehículos se denominan taxis por aplicación o e-taxis) es una empresa que, a través de sitios web y aplicaciones móviles, pone en contacto a pasajeros con conductores de vehículos de alquiler que, a diferencia de los taxis, no se pueden alquilar legalmente en la calle. 
La legalidad de las empresas de transporte compartido varía según la jurisdicción; en algunas zonas se han prohibido y se consideran operaciones ilegales de taxi. La normativa puede incluir requisitos de comprobación de antecedentes de los conductores, tarifas, límites del número de conductores en una zona, seguros, licencias y salario mínimo. 
Las compañías de la red de transporte se han destacado por brindar servicios en áreas menos pobladas o más pobres que no son atendidas regularmente por taxis tradicionales, además de cobrar tasas más bajas que estos, ya que las jurisdicciones locales a menudo establecen esas tasas. Algunos informes indican que las empresas transnacionales reducen la congestión del tráfico: dado que sus autos "no pueden aceptar llamadas de la calle, hacen mucho menos necesarios los taxis que cuentan con licencia del gobierno o están regulados (que viajan en busca de granizos) o individuos (que están buscando) un lugar de estacionamiento)". Las empresas transnacionales dicen que proporcionan "trabajos flexibles e independientes" para los conductores.
Los estudios no son concluyentes sobre si las empresas transnacionales reducen las tasas de conducción en estado de ebriedad en las ciudades donde operan. Un estudio realizado en marzo de 2016 por Judd Cramer y Alan B. Krueger de la Oficina Nacional de Investigación Económica mostró que un viaje a través de una TNC usa la capacidad de manera más eficiente que los taxis tradicionales, ya que los conductores de TNC tienen más probabilidades de tener un pasajero que un taxi.
Sin embargo, algunos han criticado a las ETN por evitar la regulación gubernamental.

## Definición y terminología
En 2013, la Comisión de Servicios Públicos de California definió, para propósitos regulatorios, una compañía de red de transporte como una compañía que utiliza una plataforma habilitada en línea para conectar a los pasajeros con los conductores que utilizan sus vehículos personales y no comerciales.
Virginia define a TNC como una compañía que "proporciona viajes preestablecidos para compensaciones utilizando una plataforma digital que conecta a los pasajeros con los conductores que utilizan un vehículo personal". Otros estados también han regulado las ETN, incluida Massachusetts.

### Compartir viaje
En ocasiones, las plataformas de TNC se denominan "viajes compartidos", pero los términos "ridesourcing" y "paseo para llamar" se han desarrollado para describir los servicios de transporte asociados con las ETN. Algunos informes iniciales utilizaron el término "ridesourcing" para aclarar que los conductores no comparten un destino con sus pasajeros y que la motivación principal del conductor era el ingreso. El término "ridesourcing" se refiere a la subcontratación de paseos. A principios de 2015, Associated Press Stylebook adoptó oficialmente el término "viaje en automóvil" para describir los servicios ofrecidos por Lyft y Uber para reflejar la disponibilidad de vehículos privados y servicios de taxis en las plataformas. "Llamar en auto" no hace referencia a la motivación del conductor ni a las características del viaje; algunos paseos pueden no estar necesariamente motivados por el ingreso. Uber permite a los conductores hacer coincidir los destinos con los pasajeros en casos limitados. Sin embargo, el uso de "llamada en auto" de manera intercambiable con "viaje compartido" puede ser engañoso. Compañías como Uber y Lyft prohíben que los conductores recojan a los "transportistas" ya que todos sus pasajeros deben registrarse en su sitio web o software de aplicación móvil para cumplir con sus términos y condiciones y las leyes locales. De lo contrario, estas empresas se clasificarían como un 'servicio de taxi'.

## Conducir compartiendo
El uso compartido de la unidad es un acuerdo en el que varios conductores comparten un vehículo para transportar pasajeros de viaje compartido por una tarifa. Los vehículos utilizados en el uso compartido de unidades no son propiedad de ninguno de los conductores, sino que se alquilan a una compañía de terceros (servicios compartidos) que brinda servicios o está asociado con una TNC como Uber y Lyft. El uso compartido de la unidad responde a la alta demanda de conductores calificados que están interesados en trabajar para plataformas TNC pero que no desean adquirir o usar su propio vehículo para hacerlo. Las compañías de viajes compartidos tienen como objetivo ayudar a la industria de viajes compartidos aumentando la accesibilidad del viaje compartido, haciendo que los conductores más pagados estén en la carretera y reduciendo la propiedad individual de vehículos tanto para los conductores como para los pasajeros.
Por ejemplo, las TNC están obligadas por ley a tener una cierta cantidad de vehículos accesibles para sillas de ruedas (WAV) en la carretera en un momento dado. Este puede ser un requisito difícil de cumplir para las TNC porque las TNC no proporcionan vehículos y la mayoría de los conductores no poseen un WAV, lo que causa una escasez. Las empresas de intercambio de unidades de terceros están interviniendo para ayudar a llenar ese vacío al proporcionar vehículos WAV aprobados por TNC que los conductores están incentivados a usar a través de las empresas transnacionales, por lo que ayudan a las empresas transnacionales a cumplir con los requisitos de WAV.

## Crítica
Los grupos de la industria del taxi, los sindicatos y algunos tribunales dicen que las ETN son operaciones ilegales de taxis. Varias comunidades, gobiernos y organizaciones han establecido reglas y regulaciones que gobiernan específicamente las ETN y, en algunas jurisdicciones, las ETN son completamente ilegales para operar.
Las TNC aumentan la congestión de tráfico en algunas ciudades, debido a la gran cantidad de vehículos de TNC que constantemente están esperando a los clientes. Los informes basados en datos de la ciudad de Nueva York sugieren que las CTN son insostenibles. El modelo TNC permite evitar los costos de seguros, impuestos sobre las ventas, inspecciones mecánicas de vehículos y brindar un servicio de acceso universal. Algunos críticos creen que el éxito de las empresas transnacionales proviene de ser parásito en las ciudades en las que opera. Se proponen nuevas regulaciones para compensar algunas de estas desventajas.
Los servicios como Uber y Lyft, incluso teniendo en cuenta los viajes (como con UberPOOL y Lyft Line) donde varios pasajeros comparten el mismo vehículo, también están empeorando la congestión del tráfico. Esto se debe a que están atrayendo a clientes que de otro modo habrían tomado el tránsito, caminaron, viajaron en bicicleta o evitaron el viaje, según un estudio publicado en 2018.